# Розкішнянська сільська рада (Лутугинський район)
Розкішня́нська сільська́ ра́да — адміністративно-територіальна одиниця та орган місцевого самоврядування в Лутугинському районі Луганської області. Адміністративний центр — село Розкішне.

## Загальні відомості
Розкішнянська сільська рада утворена в 1965 році.
- Територія ради: 5,697 км²
- Населення ради: 6 482 особи (станом на 2001 рік)
- Водоймища на території, підпорядкованій даній раді: річка Вільхівка, Луганське водосховище.

## Історія
Луганська обласна рада рішенням від 24 грудня 2013 року у Лутугинському районі перейменувала Розкішненську сільраду на Розкішнянську.

## Населені пункти
Сільській раді підпорядковані населені пункти:
- с. Розкішне

## Склад ради
Рада складається з 30 депутатів та голови.
- Голова ради: Медічева Катерина Борисівна

### Депутати
За результатами місцевих виборів 2010 року депутатами ради стали:

#### За суб'єктами висування
| Суб'єкт висування                 | Кількість обраних депутатів | %    |
| --------------------------------- | --------------------------- | ---- |
| Партія регіонів                   | 21                          | 70   |
| Самовисування                     | 8                           | 26,7 |
| Політична партія «Сильна Україна» | 1                           | 3,3  |

#### За округами
| № округу                          | Прізвище, ім'я, по батькові      | Дата визнання обраним | Освіта  | Партійна приналежність | Відомості про обраного депутата                                      |
| --------------------------------- | -------------------------------- | --------------------- | ------- | ---------------------- | -------------------------------------------------------------------- |
| Партія регіонів                   |                                  |                       |         |                        |                                                                      |
| 1                                 | Бєднов Олександр Олександрович   | 03.11.2010            | вища    | член Партії регіонів   | пенсіонер                                                            |
| 2                                 | Андрійчук Лідія Євгенівна        | 03.11.2010            | вища    | член Партії регіонів   | пенсіонер                                                            |
| 3                                 | Скляр Ірина Юріївна              | 03.11.2010            | вища    | член Партії регіонів   | Кондитерська фабрика «АВК», бригадир-конфетчик                       |
| 4                                 | Карачунська Марія Дмитрівна      | 03.11.2010            | вища    | член Партії регіонів   | пенсіонер                                                            |
| 5                                 | Костенко Валентина Іванівна      | 03.11.2010            | вища    | член Партії регіонів   | пенсіонер                                                            |
| 6                                 | Костенко Любов Кузьмівна         | 03.11.2010            | вища    | член Партії регіонів   | пенсіонер                                                            |
| 7                                 | Кислиціна Валентиа Миколаївна    | 03.11.2010            | середня | член Партії регіонів   | пенсіонер                                                            |
| 8                                 | Семенюк Вікторія Миколаївна      | 03.11.2010            | вища    | позапартійна           | Розкішнянська сільська рада, секретар                                |
| 10                                | Кононенко Антоніна Трохимівна    | 03.11.2010            | вища    | член Партії регіонів   | пенсіонер                                                            |
| 11                                | Удовенко Віталій Вікторович      | 03.11.2010            | вища    | член Партії регіонів   | приватний підприємець                                                |
| 12                                | Дигодюк Микола Васильович        | 03.11.2010            | вища    | член Партії регіонів   | «Луганськтеплокомуненерго»                                           |
| 13                                | Корабльова Тетяна Михайлівна     | 03.11.2010            | вища    | член Партії регіонів   | пенсіонер                                                            |
| 14                                | Первих Єлизавета Василівна       | 03.11.2010            | вища    | член Партії регіонів   | пенсіонер                                                            |
| 15                                | Сорокін Олександр Якович         | 03.11.2010            | середня | член Партії регіонів   | тимчасово не працює                                                  |
| 16                                | Сивоконь Оксана Василівна        | 03.11.2010            | вища    | член Партії регіонів   | Роскішнянська сільська амбулаторія, медсестра                        |
| 18                                | Полякова Марія Іванівна          | 03.11.2010            | середня | член Партії регіонів   | пенсіонер                                                            |
| 20                                | Коновалова Галина Василівна      | 03.11.2010            | вища    | член Партії регіонів   | Бібліотека-філія № 20, завідувачка                                   |
| 22                                | Радигіна Алла Павлівна           | 03.11.2010            | вища    | член Партії регіонів   | пенсіонер                                                            |
| 23                                | Клименко Людмила Іванівна        | 03.11.2010            | вища    | член Партії регіонів   | пенсіонер                                                            |
| 24                                | Кернасовский Анатолій Андрійович | 03.11.2010            | вища    | член Партії регіонів   | пенсіонер                                                            |
| 27                                | Яковенко Юрій Михайлович         | 03.11.2010            | вища    | член Партії регіонів   | підприємець                                                          |
| Політична партія «Сильна Україна» |                                  |                       |         |                        |                                                                      |
| 26                                | Зюбін Сергій Олексійович         | 03.11.2010            | вища    | позапартійний          | приватний підприємець                                                |
| Самовисування                     |                                  |                       |         |                        |                                                                      |
| 9                                 | Кравченко Руслан Олександрович   | 03.11.2010            | середня | позапартійний          | Луганське вище професійне училище інформаційних технологій, робітник |
| 17                                | Кравченко Сергій Олександрович   | 03.11.2010            | середня | позапартійний          | приватний підприємець                                                |
| 19                                | Толок Валерій Васильович         | 03.11.2010            | вища    | позапартійний          | приватний підприємець                                                |
| 21                                | Іванова Олена Миколаївна         | 03.11.2010            | середня | позапартійна           | тимчасово не працює                                                  |
| 25                                | Голда Роман Викторович           | 03.11.2010            | вища    | позапартійний          | приватний підприємець                                                |
| 28                                | Шарова Юлія Миколаївна           | 03.11.2010            | вища    | позапартійна           | Дитячий садок «Тополя», медсестра                                    |
| 29                                | Лабаз Людмила Трохимівна         | 03.11.2010            | середня | позапартійна           | тимчасово не працює                                                  |
| 30                                | Ген Наталія Юріївна              | 03.11.2010            | середня | позапартійна           | тимчасово не працює                                                  |